# Zumba (Ecuador)
Zumba es una ciudad de la provincia de Zamora Chinchipe ubicado al sur del país cerca de la frontera con Perú, tiene 4154 habitantes. El clima es primaveral predominando el cálido húmedo y la temperatura promedio está entre 21 °C y 23 °C. Es la cabecera del Cantón Chinchipe creado el 5 de enero de 1921. Se caracteriza por su potencial agrícola y ganadero. A pocos kilómetros de la ciudad se ubica el puente internacional La Balsa que conecta a Perú y Ecuador como principal acceso por el oriente ecuatoriano.

## Historia
Los vestigios hallados en la región revelan que los territorios estuvieron poblados ya en el año 3000 a C. El arte lapidario y los recipientes de piedra es lo que caracteriza a los primeros asentamientos en el lugar que se encontraron en las orillas del río Chinchipe, se cree que los materiales hallados se usaron para trasmitir mensajes simbólicos con una iconografía completa, también sobresale una tumba hallada con varias ofrendas y tesoros que posiblemente fueron enterrados juntos con un shaman.
El cantón Chinchipe es creado en la provincia de Santiago Zamora mediante el Decreto Ejecutivo N.º 25 del 15 de diciembre de 1920, publicado en el Registro Oficial N.º 96 del 5 de enero de 1921, siendo Zumba su cabecera cantonal.
El Decreto de la Junta de Gobierno Provisional del 14 de agosto de 1925, publicado en el Registro Oficial N.º 33 el 19 de agosto del mismo año, ratifica que, hasta la creación de los organismos correspondientes, Chinchipe dependía de las autoridades de la provincia de Loja.
Según la Ley especial de Oriente expedida por el Congreso Nacional el 5 de noviembre de 1952, publicada en el Registro Oficial del 10 de noviembre de 1953, se divide la provincia de Santiago Zamora, constituyendo la nueva provincia de Zamora Chinchipe, donde se incluye el cantón Chinchipe.
Inicialmente, el cantón estuvo integrado por las parroquias de Zumba, Palanda y Chito. Posteriormente se crearon parroquias adicionales, y con la cantonización de Palanda, se redujo la parte norte.

### Primeras administraciones
Desde 1910 que la parroquia Zumba se establece como la cabecera cantonal, y el Registro Civil administra la justicia, censando a los habitantes. Las personas que ejercían cargos de autoridad eran:
| Autoridad       | Cargo                   |
| --------------- | ----------------------- |
| Amador García   | Jefe del Registro Civil |
| Fidel León      | Alcalde Parroquial      |
| Baldomero León  | Juez Civil              |
| Neftalí Iñiguez | Secretario              |

Antes de la municipalización de Chinchipe, el organismo rector del cantón fue la junta cantonal. Según datos del 10 de diciembre de 1950, las autoridades fueron:
| Autoridad                                                               | Cargo      |
| ----------------------------------------------------------------------- | ---------- |
| Hugo Chiriboga Dávalos                                                  | Presidente |
| Miguel Camacho, Segundo Vallejo, Ezequiel Jaramillo, Víctor Emilio Celi | Vocales    |
| Ramiro Riofrío                                                          | Tesorero   |
| Guillermo Bustamante                                                    | Secretario |

El cantón Chinchipe es municipalizado el 11 de enero de 1955, con la creación del cabildo por Carlos Larreátegui Mendieta, legislador y senador de la provincia de Zamora Chinchipe.
La primera administración de alcaldía en 1955 fue:
| Autoridad                                                                        | Cargo      |
| -------------------------------------------------------------------------------- | ---------- |
| Alfonso Cobos Ramírez                                                            | Alcalde    |
| José María Jara, Ezequiel Jaramillo, Miguel Ángel Aguirre, Segundo Tapia Andrade | Concejales |
| Guillermo Bustamante                                                             | Secretario |
| Celso Larreátegui                                                                | Tesorero   |
| Lauro Larreátegui, Ninfa García                                                  | Síndicos   |